# 金炯元
金 炯元（キム・ヒョンウォン、朝鮮語: 김형원、1900年 - 没年不詳）は、日本統治時代の朝鮮および朝鮮民主主義人民共和国の詩人、ジャーナリスト。
本貫は金海金氏。号は石松。このことから金 石松とも呼ばれ、書籍によってはこの名を用いて紹介している。

## 生涯
江景浦（現・大韓民国忠清南道論山市）に生まれた。普成高等普通学校中退。1920年代に東亜日報、朝鮮日報で記者を務め、同時期詩壇に登場した。『開闢』のほか、また、パスキュラに参加し、『不純の血』などを発表した。記者を務めていた際に、暴力を振るわれそうになったこともあるとされる。東亜日報社会部長と毎日新報編集局長を務め、文芸誌『生長』を発刊した。 日本統治時代の朝鮮末期には朝鮮文人協会の発起人を務めた。民族問題研究所が2008年に発表した親日人名辞典収録予定者名簿言論の出版部門に選ばれた。
1946年に李範奭の民族青年団の副団長として活動したほか、大東新聞副社長と大公新聞社長を務め、制憲国会総選挙で論山から出馬するも落選し、その後第1共和国初代公報処次長に抜擢された。1950年の朝鮮戦争中に拉致されたとされ、その後出版社で校正を務め、1956年に咸鏡南道の炭鉱に労働者として配置されたのち消息不明となったとされるが、明確な話ではない。作品に『無産者の絶叫』、『生長の均等』、『生命の腐った臭い』などがあり、ウォルト・ホイットマンの影響を受けた1924年の『今は夜明けの4時』も代表作として知られている。 作曲家・安基永が曲を付けた民謡風の詩『懐かしい江南』は歌曲となった。